# Risåstjärnen (Leksands socken, Dalarna)
Risåstjärnen är en sjö i Leksands kommun i Dalarna och ingår i Dalälvens huvudavrinningsområde. Sjön har en area på 0,175 kvadratkilometer och ligger 293,1 meter över havet. Sjön avvattnas av vattendraget Faluån (Säpptjärnsån).

## Delavrinningsområde
Risåstjärnen ingår i det delavrinningsområde (674577-147123) som SMHI kallar för Inloppet i Getsarvssjön. Medelhöjden är 315 meter över havet och ytan är 1,82 kvadratkilometer. Det finns ett avrinningsområde uppströms, och räknas det in blir den ackumulerade arean 16,63 kvadratkilometer. Faluån (Säpptjärnsån) som avvattnar avrinningsområdet har biflödesordning 3, vilket innebär att vattnet flödar genom totalt 3 vattendrag innan det når havet efter 264 kilometer. Avrinningsområdet består mestadels av skog (82 procent). Avrinningsområdet har 0,18 kvadratkilometer vattenytor vilket ger det en sjöprocent på 9,6 procent.